# Abdera flexuosa
Abdera flexuosa ist ein Käfer aus der Familie der Düsterkäfer.  Die Gattung Abdera ist in Europa mit drei Untergattungen und vier Arten vertreten. Die Art Abdera flexuosa gehört zur Untergattung Caridua.
In der Roten Liste gefährdeter Käfer Bayerns wird die Art als gefährdet eingestuft. Auch in Oberösterreich wird der Käfer als gefährdet gelistet. Dort werden in einem Pilotprojekt Schutzmaßnahmen vorgeschlagen.

## Bemerkung zum Namen
Abdera flexuosa wurde 1799 von Paykull unter dem Namen Hallominus flexuosa erstmals beschrieben. Im gleichen Jahr beschrieb Panzer unter dem Namen Hallomenus undata den gleichen Käfer.
Die Beschreibung des Käfers durch Paykull enthält den Satz: Elytra ... fasciis duabus flexuosis angulatis (lat. die Flügeldecken ... mit zwei eckig gekrümmten Bändern) dies erklärt den Artnamen flexuōsus (lat. gekrümmt). Auch der von Panzer vergebene Artname undātus (lat. wellenförmig) bezieht sich auf  die Form der Bänder auf den Flügeldecken.  Der Gattungsname  Abdēra geht auf Stephens zurück. Der Name hat keinen Bezug zu Eigenschaften des Käfers.

## Eigenschaften des Käfers
| | |
| Abb. 1: Aufsicht | Abb. 2: Unterseite |
| | |
| Abb. 3: Farbvariante | Abb. 4: Seitenansicht |
| | |
| Abb. 5: Vorderansicht | |
| | |
| Abb. 6: links Vordertarsus, rechts Hintertarsus 1,2,... Nummern der Tarsenglieder Pfeilspitzen auf Enddornen der Schienen                                               | |
| | |
| Abb. 7: Vorderhüfthöhlen linke grün markiert | Abb. 8: Randung des Halsschilds |
| | Abb. 9: Kopf von der Seite, rechts Fühlereinlenkung lila getönt: Fühlerrinne blauer Pfeil auf Endglied des Kiefertasters grüner Pfeil auf Enddorn der Vorderschiene |
| | |
| Abb. 10 Larve nach Perris 473 Aufsicht, 475 Unter- kiefer mit Taster, 476 Unterlippe mit Taster, 477 Ober- kiefer, 478 Oberkiefer seitlich, 479 Einzelaugen, 480 Fühler | |

Der ungefähr drei Millimeter lange Käfer ist gestreckt oval und im Querschnitt gewölbt. Er ist rotgelb mit dunkler Zeichnung. Die Oberseite ist unauffällig niederliegend behaart.
Der Kopf ist schwarz, manchmal am Vorderende braun. Er ist klein und in den Halsschild zurückgezogen. Von oben ist gerade noch ein Teil des Scheitels sichtbar. Der Kopf ist sehr fein punktiert. Die Augen sind breiter als lang, an ihrem Vorderrand befindet sich eine schmale glänzende Fühlerfurche zum Einlegen des ersten Fühlerglieds (in Abb. 9 pink getönt). Die elfgliedrigen Fühler (am besten sichtbar in Abb. 5) sind größtenteils schwarz, die Basisglieder und das Endglied braun. Die Fühler sind schnurförmig, zur Spitze hin nur wenig verdickt und deutlich länger als Kopf und Halsschild zusammen. Die Fühlerglieder sind konisch, das dritte Fühlerglied ist fast doppelt so lang wie das zweite und kaum länger als das vierte. Die Oberkiefer enden zweispitzig. Das Endglied der viergliedrigen Kiefertaster (blaue Pfeilspitze in Abb. 9) ist sehr kurz messerförmig und breiter als die vorhergehenden Glieder.
Der Halsschild ist an der Basis sehr fein gerandet. Seitlich ist die Randung scharf, erlischt aber im ersten Drittel (Abb. 8). Der Halsschild ist sehr fein punktiert. Die Vorderwinkel ganz verrundet, die Hinterwinkel breit gerundet. Der Halsschild ist etwa 1,5 mal so breit wie lang und dicht vor der Basis am breitesten. Die Basis ist fast gerade. Über die Mitte des Halsschilds verläuft eine breite dunkle Querbinde, die die Seitenränder des Halsschilds nicht erreicht.
Das  Schildchen ist sehr kurz und hinten abgerundet.
Die Flügeldecken sind deutlich punktiert, jedoch ohne in Reihen geordnete Punkte. Über die Flügeldecken verlaufen zwei schmale, stark wellenförmig gezackte Querbinden.
Die Beine sind dünn. Alle Schienen enden mit zwei unscheinbaren Enddornen (grüne Pfeilspitzen in Abb. 6 und 9). Die Hintertarsen sind viergliedrig, die restlichen fünfgliedrig (Abb. 6). Die Vorderhüften berühren sich (die Vorderhüfthöhlen sind seitlich nicht vollständig voneinander getrennt, Abb. 7), die Mittelhüften sind durch einen Fortsatz der Vorderbrust voneinander getrennt (in Abb. 2 gut sichtbar). Das vorletzte Tarsenglied endet zweilappig, auch am Hinterbein. Das 1. Glied der Hintertarsen ist länger als die folgenden Glieder zusammen (Abb. 6 rechts).
Alle Segmente des Hinterleibs sind seitlich gerandet, das letzte jedoch nur an der Basis.

## Larve
Die Larve (Abb 10,  Fig. 483 - 480) erreicht im letzten Stadium eine Länge von sieben bis acht Millimeter bei einer Breite von gut einem Millimeter. Sie ist weiß, weich und fleischig. Der Körper trägt warzenähnliche Strukturen, die neben den Beinen zur Fortbewegung benutzt werden. Bei Erichson werden sie 'Kletternäpfe' genannt, heute nennt man sie 'Kriechwülste'. Auf der Oberseite ist nach Perris vom mittleren Brustsegment bis zum achten Abdominalsegment je ein breiter, in der Mitte verengter Kriechwulst ausgebildet (nach der Zeichnung von Perris und nach Schiödte sind oberseits nur bis zum siebten Abdominalsegment Kriechwülste ausgebildet, außerdem sieht Schiödte jeden breiten Kriechwulst als zwei getrennte Wülste an). Auf der Unterseite findet man auf dem ersten bis achten Abdominalsegmente je einen Kriechwulst. Die Larve ist bis auf wenige kurze Härchen kahl. In Aufsicht ist sie gestreckt elliptisch mit der größten Breite etwa in der Mitte.
Der rötliche Kopf ist leicht abgeplattet, schwach chitiniert und etwas in den 1. Brustabschnitt zurückgezogen. Die kräftigen Oberkiefer sind an der Spitze schwarz, von der Seite erscheinen sie zweispitzig (Fig. 478), von oben betrachtet enden sie in einer Spitze (Fig. 477). Die Unterkiefer (Fig. 475) sind kräftig, der lange Lappen reicht bis zur Spitze des zweiten Gliedes des dreigliedrigen Kiefertasters und trägt an der Spitze zwei verschieden lange Borstenhaare. Die Unterlippe (Fig. 476) ist länger als breit mit stark gerundeten Vorderecken. Die Lippentaster bestehen aus zwei gleich langen Gliedern. Die Fühler (Fig. 480) sind viergliedrig, die beiden Basisglieder gleich lang, jedoch das erste Glied viel dicker als das zweite. Das dritte Glied ist deutlich länger und schlanker als das zweite, das Endglied etwas kürzer und schlanker als das dritte Glied. Auf jeder Seite des Kopfes liegen unter den Fühlern in leicht gekrümmter Linie angeordnet drei Einzelaugen (Fig. 479). Auf dem Kopf verläuft eine V-förmige Furche.
Die drei Brustabschnitte tragen je ein Beinpaar. Die fünfgliedrigen Beine sind so lang, dass sie seitlich etwas überstehen. Sie enden mit einer rötlichen Kralle.
Der Hinterleib ist neungliedrig. Das letzte Segment ist abgerundet und nicht geteilt. Es trägt auf der Unterseite einen zweilappigen Wulst, in deren Mitte der Verdauungskanal mündet.

## Biologie
Der Käfer lebt und entwickelt sich in Baumschwämmen in feuchten Laubwäldern, etwa Bruchwäldern und ufernah an Gewässern. Er ernährt sich von Pilzhyphen, bevorzugt vom Erlen-Schillerporling (Inonotus radiatus) und dem Gemeinen Feuerschwamm (Phellinus ignarius). Die Larve wurde allerdings erstmals 1857 aus Frankreich beschrieben, wo sie  im Kiefern-Feuerschwamm (Porodaedalea pini, vormals  Phellinus pini und Polyporus pini) zu finden ist, der an der See-Kiefer (Pinus pinaster) schmarotzt. In Irland wurde die Art auf dem Erlen-Schillerporling, dem Kiefernfeuerschwamm und auf  Inonotus dryadeus auf Eiche gefunden.
Bei einer Untersuchung der Attraktivität verschiedener Baumschwämme in Nordnorwegen zeigte Abdera flexuosa eine deutliche Präferenz für Arten der Gattung Phellinus gegenüber dem Zunderschwamm.
Im Nationalpark Bayerischer Wald wurde der Käfer in den Höhenstufen von unter 700 m bis zu zwischen 1300 und 1400 m gefunden.
Auf der See-Kiefer in Frankreich erscheint der Käfer tagsüber im April und Mai. In Mitteleuropa findet man die Käfer von Mai bis Juli.
Die Larve frisst sich in unregelmäßigen Gängen durch den Pilzkörper. Mit Hilfe der Beine und der Schwielen am Körper kann sie sich in diesen unschwer fortbewegen. Kurz vor der Verpuppung nähert sich die Larve der Pilzoberfläche, bis sie nur noch um wenige Millimeter von dieser entfernt ist. Am Ende des Ganges wird dieser etwas zu einer Puppenwiege erweitert. In dieser erfolgt die Häutung zur Puppe. Das Puppenstadium dauert acht bis zehn Tage. Der fertig entwickelte Käfer verlässt den Pilz durch ein rundes Loch vom Durchmesser des Körperquerschnitts. Die Paarung findet auf oder in der Nähe der Wirtspilze statt. Sie dauert etwa eine Stunde. Nach der Paarung legt das Weibchen die Eier mit dem Legeapparat in die oberen Pilzschichten ab. Die Larven schlüpfen nach kurzer Zeit, überwintern und entwickeln sich in etwa 11 Monaten zum fertigen Insekt.

## Verbreitung
Die Art ist in nahezu ganz Mittel- und Nordeuropa beheimatet. Sie ist auch aus dem Norden Italiens und dem Norden der Iberischen Halbinsel bekannt. Der Käfer ist ebenfalls aus dem Iran gemeldet.